# Marcos Merchensky
Marcos Merchensky (Bahía Blanca, 5 de abril de 1916., Buenos Aires, 26 de julio de 1982), fue un periodista, intelectual y político de origen judío , perteneciente, primero al socialismo, y luego al desarrollismo. Fue diputado nacional entre 1973 hasta el golpe de Estado del 24 de marzo de 1976, en representación del Movimiento de Integración y Desarrollo.

## Biografía
Marcos Merchensy nació en Bahía Blanca el 5 de abril de 1916 en el seno de una familia de inmigrantes judíosprovenientes de Rusia, siendo el tercero de cuatro hermanos del matrimonio conformado por Efraín Merchensky y Eugenia Verbitsky. Merchensy cursó sus estudios primarios en Arrecifes y los secundarios en el Colegio Nacional de Chivilcoy. A lo largo de su vida fue un gran lector y ya en su adolescencia disfrutaba de los textos escritor por figuras como Juan Bautista Alberdi, Domingo Faustino Sarmiento, José Ingenieros y del español Benito Pérez Galdós. Durante su tiempo cursando en el Colegio Nacional de Chivilcoy, comenzó a editar el periódico estudiantil Fibra, de orientación socialista, que fue financiado por su padre, quien se desempeñaba como gerente de la empresa Bunge & Born. 
Fallecido su padre Efraín en 1938, la familia se trasladó a Buenos Aires, donde Merchensky ingresó, dos años más tarde, en la Facultad de Derecho de la Universidad de Buenos Aires y se involucró activamente en las actividades del Centro de Estudiantes. En 1942, junto con un grupo de militantes, lanzó la publicación socialista Futuro, que promovía la participación juvenil y criticaba a la dirigencia estudiantil por su escaso protagonismo. Desde el Centro de Estudiantes, participó en la reorganización de la Federación Universitaria de Buenos Aires y, posteriormente, en la Federación Universitaria Argentina, donde fue nombrado Secretario General en 1943.
Tras el golpe de Estado del 4 de junio de 1943, Merchensky mostró su oposición liderando el “Comité de Ocupación” en la Facultad de Derecho, lo que resultó en su arresto. Durante la ocupación, él y sus compañeros se encerraron en un aula, entonando el himno nacional, hasta ser desalojados de madrugada y encarcelados en Villa Devoto. Ese mismo año, asistió al Segundo Congreso de las Juventudes Socialistas mientras trabajaba como secretario personal del político e historiador español Ángel Ossorio y Gallardo, exiliado en Argentina. En 1944, comenzó a trabajar como periodista en el diario La Razón y más adelante colaboró en el semanario Qué! desde su fundación en 1946, así como en el diario Clarín.
En el Partido Socialista, Merchensky formó parte de la corriente que publicaba la revista Cuadernos del Mañana, y más tarde Acción Socialista, junto con figuras como Dardo Cúneo, David Tieffenberg y Guillermo Estévez Boero. En agosto de 1952, fue expulsado del partido junto a Cúneo y su grupo debido a sus críticas hacia la postura del PS respecto al gobierno de Perón. A partir de esa expulsión, fundaron una nueva agrupación política bajo el nombre de Acción Socialista.
Tras la Revolución Libertadora, Merchensky volvió a trabajar en la revista Qué! bajo la dirección de Rogelio Frigerio, compartiendo espacio con intelectuales como Raúl Scalabrini Ortiz y Arturo Jauretche. Además, colaboró con Isidro J. Odena y Ramón Prieto en la conformación de la “usina desarrollista”. Paralelamente, los miembros de Acción Socialista comenzaron conversaciones con Arturo Frondizi, atraídos por su mensaje de pacificación y su intención de unir fuerzas políticas, sociales y económicas para reconstruir la democracia y promover el desarrollo nacional. Con la llegada de Frondizi al poder en 1958, Frigerio asumió la Secretaría de Relaciones Socioeconómicas, mientras Scalabrini Ortiz quedó al frente de la revista Qué! y Merchensky tomó la dirección del diario El Nacional, que nació para apoyar la gestión de Frondizi.
En 1959, Merchensky publicó su obra más relevante, Las corrientes ideológicas en la historia argentina, un análisis de la historia desde la óptica del “movimiento nacional”, identificando una línea de caudillos populares que inicia con Rosas, prosigue con Roca, continúa con Yrigoyen, se retoma con Perón y culmina en Frondizi.

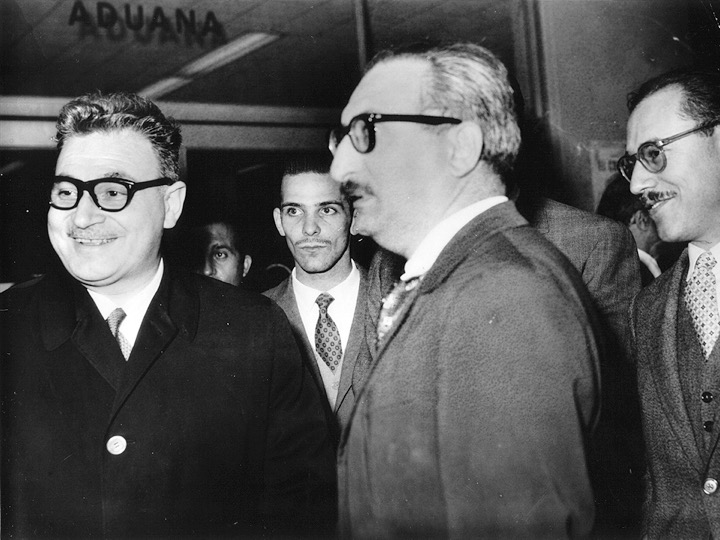
Merchensky con Frigerio

Después del golpe militar del 29 de marzo de 1962, que derrocó a Frondizi, Merchensky fue nuevamente encarcelado en Villa Devoto, lo que frustró la creación de un bloque electoral opositor. Al recuperar su libertad en 1963, intentó organizar el Frente Nacional y Popular, que buscaba unir frondizistas, peronistas, socialcristianos y conservadores populares, pero el proyecto fue prohibido por el gobierno de José María Guido.
Durante la década de 1960, alternó su actividad política con una destacada carrera periodística en revistas como Primera Plana, Confirmado y Panorama. También colaboró regularmente con el diario Clarín y otros medios importantes a nivel nacional y regional. Tras la ruptura entre Frondizi y Oscar Alende por el control de la UCRI, el grupo de Frondizi fue expulsado y fundó en 1964 el Movimiento de Integración y Desarrollo (MID), donde Merchensky asumió la vicepresidencia del Comité del MID en la Provincia de Buenos Aires.
En 1973, fue elegido diputado nacional en la lista del Frente Justicialista de Liberación, integrando el bloque del MID. Desempeñó su mandato hasta el golpe de Estado del 24 de marzo de 1976.
Marcos Merchensky falleció en Buenos Aires el 26 de julio de 1982, a los 66 años.  